# Keith Hart
Keith William Hart (Great Falls, 21 agosto 1951) è un ex wrestler canadese.
È il terzo dei dodici figli di Stu Hart.

## Carriera
Membro della Famiglia Hart, prima di diventare un wrestler professionista, Keith Hart si guadagnava da vivere insegnando nelle scuole. Hart iniziò ad allenarsi il 1º giugno 1973 sotto la guida del padre e debuttò presto nella Stampede Wrestling, federazione gestita dal padre Stu. La sua specialità erano i Tag Team Match e divenne famoso in questi combattimenti con diversi partner, tra cui il fratello Bret (con il quale vinse quattro volte lo Stampede International Tag Team Championship). Nella Stampede Wrestling ebbe anche diversi feud con Dick Steinborn, Mr. Hito e Mr. Sakurada. Dopo aver perfezionato la tecnica in Canada, Hart migrò in Germania e successivamente negli Stati Uniti d'America.
Verso la fine degli anni settanta, Hart passò l'esame per diventare un vigile del fuoco e il lavoro non gli permetteva di dedicarsi pienamente al wrestling.
Partecipò attivamente al feud tra suo fratello Bret e Jerry "The King" Lawler e alle Survivor Series del 1993 quattro dei fratelli Hart (Keith, Bret, Owen e Bruce) combatterono contro Shawn Michaels e tre guerrieri mascherati in un 8-man elimination tag team match. Owen fu eliminato e Keith venne infortunato alla spalla da Shawn Micheals; alla fine comunque gli Hart uscirono vittoriosi.
Nel 1990, Hart lavorò come maestro nel "Dungeon" della famiglia Hart (un terreno di allenamento di wrestling fatto costruire dal padre). Nel 1999 Keith si ritirò dal wrestling per diventare un vigile del fuoco a tempo pieno. Prima di ritirarsi, Hart riuscì a diventare Tag Team Champion con Chris Benoit.
Dopo la morte di Stu Hart il 16 ottobre del 2003, la famiglia Hart vendette la casa in cui abitavano. Keith Hart smise di fare il vigile del fuoco nel 2006 dopo 27 anni di servizio e diventò un supplente delle scuole di Calgary e Okotoks (città nelle vicinanze di Calgary).

## Titoli e riconoscimenti
- Can Am Wrestling Federation
  - CAWF Tag Team Championship (1  - con Vinnie Fever)
- Polynesian Pacific Wrestling
  - PPW Tag Team Championship (1 - con Bruce Hart)
- Stampede Wrestling
  - Stampede International Tag Team Championship (8, - 2 con Leo Burke, - 4 con Bret Hart, - 1 con Hubert Gallant, 1 - con Chris Benoit)
  - Stampede British Commonwealth Mid-Heavyweight Championship (1)
  - Stampede World Mid-Heavyweight Championship (1)
  - Stampede Wrestling Hall of Fame